# The Midnight Express (film 1924)
The Midnight Express è un film del 1924 diretto da George W. Hill.

## Trama
Il padre di Jack è dispiaciuto per lo stile di vita del figlio. Jack per dimostrargli che è un gran lavoratore, trova lavoro come operaio  in uno scalo ferroviario.